# Damascus (Ohio)
Damascus – jednostka osadnicza w Stanach Zjednoczonych, w stanie Ohio, w hrabstwie Mahoning.